# 北石灰岩山脉
北石灰岩山脉（德語：Nördliche Kalkalpen；英語： 或 ）属于东阿尔卑斯山脉，位于中阿尔卑斯山脉的北面，所跨国家包括奥地利和德国的名称。它与中阿尔卑斯山脉主要是地质成分的差异。如果从西东轴来看，北石灰岩山脉从莱茵河谷和福拉尔贝格州的布雷根茨林山延伸出来，经过德国巴伐利亚和奥地利蒂罗尔州的边境，通过萨尔茨堡州、上奥地利州、施泰尔马克州和下奥地利州，最后结束于奥地利东部的维也纳城市边上的维也纳森林。
北石灰岩山脉的最高峰为帕賽爾峰（Parseierspitze，海拔3,036m/9,961ft），其次为上达赫施泰因峰（Hoher Dachstein，2,996m/9,826ft）。其他著名山峰包括位于德奥边境的德国最高峰楚格峰（2,962 m/9,717ft）。
北石灰岩山脉包括以下山脉（从东至西）：
- 维也纳林山 (1)
- 古滕施泰因阿爾卑斯山脈 (2)
- 拉克斯山脈和施内山 (3)
- 米爾茨施泰格阿爾卑斯山脈 (施內阿爾佩山) (4)
- 蒂爾尼茨阿爾卑斯山脈 (5)
- 伊布斯阿爾卑斯山脈 (6)
- 霍赫施瓦布山 (7)
- 恩斯塔爾阿爾卑斯山脈 (包括格索伊瑟國家公園) (8)
- 上奧地利前阿爾卑斯山脈 (9)
- 托特斯山脈 (10)
- 达赫施泰因山脉 (11)
- 萨尔茨卡默古特 (12)
- 滕嫩山脈 (13)
- 貝希特斯加登阿爾卑斯山脈 (14)
- 洛弗山脈和萊奧岡山脈 (15)
- 基姆高山脉 (16)
- 皇帝山脉 (17)
- 布兰登贝格山 (18)
- 巴伐利亞前阿爾卑斯山脈 (芒法爾山脈、埃斯特爾山脈、施利爾塞山等) (19)
- 卡文德爾山脈 (20)
- 韋特施泰因山脈 (21)
- 阿默高山脉 (22)
- 阿爾高山 (23)
- 萊希塔爾阿爾卑斯山脈 (24)
- 萊希奎倫山脈 (25)
- 布雷根茨林山 (26)